# Sphaeriodesmus trullatus
Sphaeriodesmus trullatus är en mångfotingart som beskrevs av Shear 1977. Sphaeriodesmus trullatus ingår i släktet Sphaeriodesmus och familjen Sphaeriodesmidae. Inga underarter finns listade i Catalogue of Life.